# Examen parasitologique des selles
Pour les articles homonymes, voir EPS.
Un examen parasitologique des selles (EPS) est une analyse de laboratoire de parasitologie concernant les selles. Cet examen vise à rechercher la présence de parasites dans les selles. La notion de voyage dans une zone à risque (région tropicale ou intertropicale avec hygiène précaire) est un élément essentiel à prendre en compte pour l'analyse.
Cet examen peut être indiqué en cas de diarrhée aiguë persistante ou chronique, de douleur abdominale, de trouble digestif divers (anorexie, boulimie, nausée, dyspepsie, ténesme, prurit anal) ou d'hyperéosinophilie.

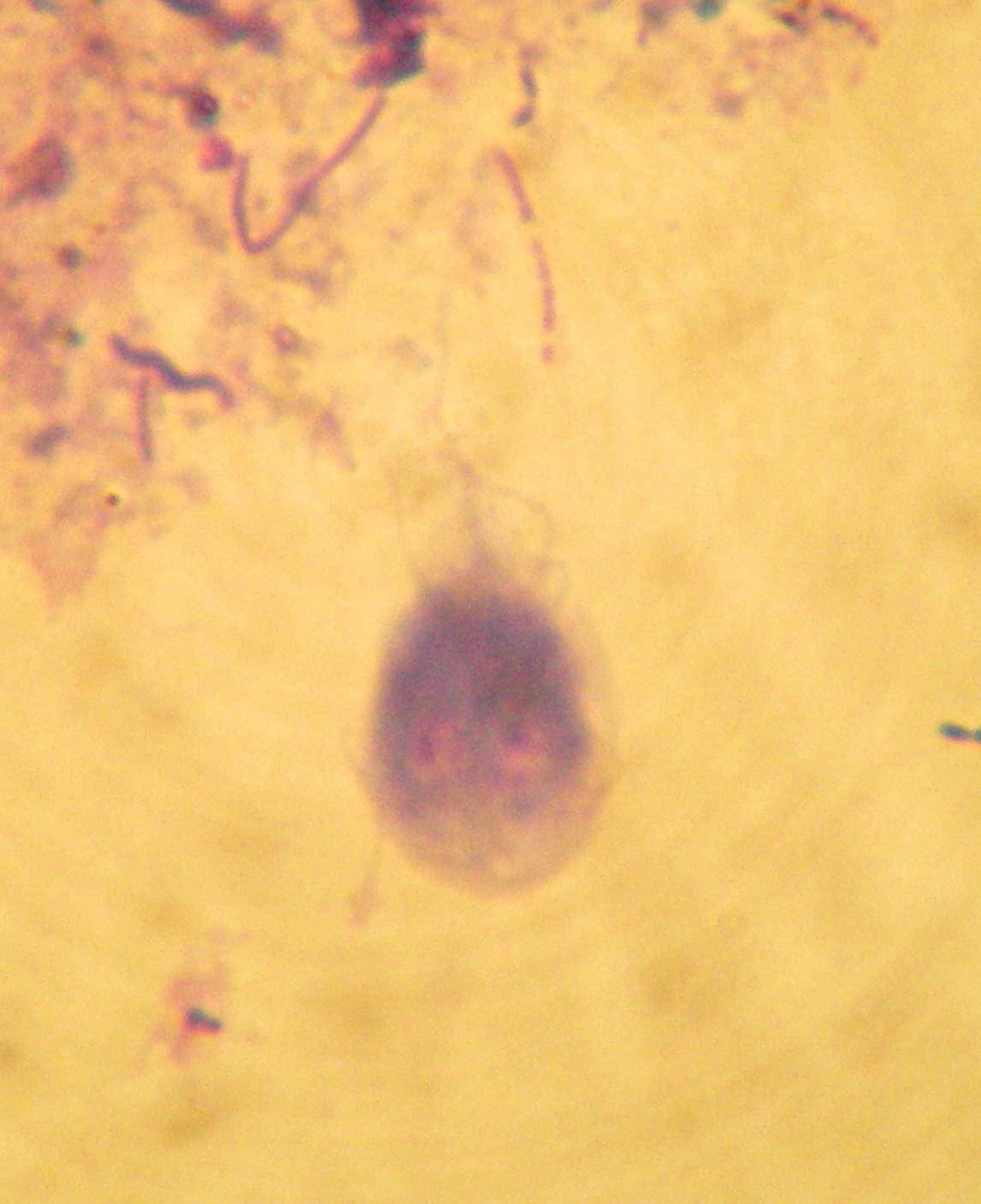
Giardia intestinalis en microscopie optique sur un examen parasitologique des selles.

Les principaux parasites pathogènes qui peuvent être mis en évidence sont :
- des protozoaires :
  - Entamoeba histolytica, agent de l'amœbose,
  - Giardia intestinalis, agent de la giardiase,
  - Cryptosporidium, agent de la cryptosporidiose,
  - Isospora belli, agent de l'isosporose,
  - Cyclospora cayetanensis, agent de la cyclosporose,
  - des microsporidies, agent de la microsporidiose ;
- des helminthes :
  - Fasciola hepatica, agent de la douve hépatobiliaire,
  - Clonorchis sinensis, agent de la douve de Chine,
  - Schistosoma mansoni, agent de la bilharziose,
  - des ténias, agents du tæniasis,
  - Enterobius vermicularis, agent de l'oxyurose,
  - Ascaris lumbricoides, agent de l'ascaridiose,
  - des ankylostomes, agents de l'ankylostomose,
  - Strongyloides stercoralis, agent de l'anguillulose,
  - Trichuris trichiura, agent de la trichocéphalose.

A contrario, plusieurs parasites parfois retrouvés sont réputés non pathogènes :
- parmi les amibes : Entamoeba coli, Entamoeba hartmanni, Entamoeba polecki, Entamoeba dispar, Endolimax nanus, Pseudolimax (Iodamoeba) butschlii ;
- parmi les flagellés : Pentatrichomonas humanis, Chilomastix mesnili, Retortamonas intestinalis, Enteromonas hominis, Dientamoeba fragilis ;
- parmi les coccidies : Sarcocystis hominis ;
- d'autre protozoaires comme Blastocystis hominis.